# Maurice Lévy
Maurice Lévy   (Tilimsen, 7 de setembre de 1922 - Neuilly-sur-Seine, 13 d'abril de 2022) va ser un físic francès.

## Biografia
Maurice Lévy ERA fill de Josué Lévy i Noémie Fisse. Tenia dues germanes, Lydia, nascuda el 1923 i Denise, nascuda el 1926. Lydia va treballar al Banque de l'Algérie, després al Banque de France. Denise va morir a Alger el 1942.
El seu oncle, Marc Lévy, va morir el 1915 durant la batalla dels Dardanels. El segon nom de Maurice és Marc, en record del seu oncle. Josué Lévy va morir accidentalment el 1936.
Maurice Lévy aprova el batxillerat al Lycée Bugeaud d'Alger, després es va llicenciar en matemàtiques i física a la Universitat d'Alger, després d'haver seguit una classe preparatòria. En acabat va obtenir el títol de graduat en òptica i es va incorporar al CNRS l'any 1945. Deixà Algèria cap a França i ingressà al Laboratori d'Investigació Física de la Sorbona (LRPS), dirigida per Jean Cabannes.
Després d'una estada a la Universitat de Leiden, defensa la seva tesi l'any 1949 sota la direcció de Jean Cabannes. Louis de Broglie forma part del jurat.
El 1949 es va traslladar a la Universitat de Manchester per treballar amb Léon Rosenfeld. El 1950 va anar a l'Institut d'Estudis Avançats de Princeton, dirigida per Robert Oppenheimer.
Torna a França l'any 1952, esdevé professor d'investigació al CNRS i treballa al departament de física de l'ENS, dirigida per Yves Rocard. Va ensenyar mecànica quàntica durant dotze anys a estudiants de primer de l'ENS. Va ser nomenat professor a la Facultat de Ciències de Bordeus el 1953, després a la Facultat de Ciències de París el 1954. Va participar amb Yves Rocard en la creació del Laboratori d'Acceleradors Lineals (LAL).
En acabat va ser professor a la Universitat Pierre i Marie Curie de París des de la seva fundació el 1971, i investigador al Laboratori de Física Teòrica i d'Altes Energies (LPTHE), col·laborant especialment amb Jean-Louis Basdevant, així com amb Joan Iliopoulos.
Del 19 de desembre de 1973 al 30 de juny de 1976, és president del Centre Nacional d'Estudis Espacials.
Maurice Lévy es va convertir en el primer president de la Cité des sciences et de l'industrie de 1985 a 1987, després d'haver estat encarregat el 1977 d'un informe «sobre l'interès de França per crear un museu de ciències, tècniques i indústries».

## Publicacions

### Obres
- Cours de russe et fiches personnelles de vocabulaire de Marcel Lévy, Archives centrales d'État des archives centrales de l'URSS, Fonds 232, 1-8, Paris, 1900.
- L'anisotropie moléculaire du pouvoir rotatoire naturel: étude théorique et expérimentale, Université de Paris, Paris, Masson, 1950.
- Électrodynamique quantique, fascicule 2, cours, année scolaire 1954-1955, Paris, Faculté des sciences de Paris, 1955.
- Électrodynamique quantique, cours, année scolaire 1954-1955, Paris, Office national des universités et écoles françaises, 1955.
- Physique théorique: électrodynamique quantique, cours, Paris, Office national des universités et écoles françaises, 1955.
- La spectroscopie en radiofréquences, réunions d'études et de mises au point tenues sous la présidence de Louis de Broglie, contributions d'Alfred Kastler, Pierre Grivet et Jean Brossel, préface d'Anatole Abragam, Paris, Éditions de la Revue d'optique théorique et instrumentale, 1957.
- Physique des électrons de haute énergie, cours professé à l'École d'été de physique théorique, Les Houches, Haute-Savoie, 1957.
- Physique des électrons de haute énergie, cours professé à l'École d'été de physique théorique, Les Houches, Haute-Savoie, Université de Grenoble, 1957.
- Physique théorique: physique des électrons de haute énergie, fascicule 1, Paris, Office national des universités et écoles françaises, 1958.
- Einstein, la physique et la philosophie, Strasbourg, Université Louis Pasteur, 1973.
- Contribution à l'étude de granulation solaire, 1974.
- Generalités sur les rayonnements nucléaires, Paris, ENSTA, 1975.

### Articles científics
- Sobre la teoria relativista de les forces nuclears, parts 1–5, Actes setmanals de les sessions de l'Acadèmia de Ciències, volum 235, pàgines 815, 922, 1255, 1671 i 1744, 1952.
- El tractament no adiabàtic del problema relativista de dos cossos, Physics Review, volum 88, pàgina 72, 1952.
- The symmetrical pseudoscalar meson theory of nuclear forces, Physics Review, volum 86, pàgina 806, 1952.
- Teoria mesonària de les forces nuclears i propietats de baixa energia del sistema neutró-protó, Physics Review, volum 88, pàgina 725, 1952.
- Electromagnetic structure of nucleons, amb Donald Robert Yennie i David G. Ravenhall, Reviews of Modern Physics, volum 29, pàgina 144, 1957.
- Comportament d'alta energia de les amplituds de dispersió en electrodinàmica quàntica, Physics Review, volum 130, pàgina 791, 1963.
- The axial vector current in beta decay, amb Murray Gell-Mann, a: Nuovo Cimento, volum 16, pàgina 705, 1960.

## Honors i premis
- Legió d'Honor, promogut per decret de 13 juliol 1993.[5]
- Orde Nacional del Mèrit, 1967.
- Premi Félix-Robin, 1959.